# 大王镇 (广饶县)
大王镇，是中华人民共和国山東省东营市广饶县下辖的一个乡镇级行政单位。2019年中国百强乡镇第88名。

## 行政区划
大王镇下辖以下地区：
吴家村、鞠家村、刘家村、西李村、中李村、大王西村、后屯村、南陈官村、新村、河沟村、大王东村、大王南村、刘集后村、刘集前村、刘堡村、六股路村、永和村、范家村、小李村、邓家村、苏庙村、西吕村、东吕村、高卜纸村、田门村、三贤村、赵家村、韩桥村、李桥西村、北辛村、曲江村、于巷村、李桥东村、周庄村、田辛村、菜园村、郭明田村、铁匠李村、复兴王村、付家村、王永槐村、延集村、东张庄村、灶户王村、王李村、红盆村、东孙庄村、书房刘村、南郭村、北郭西村、北郭东村、崔寨村、北贾村、纪庄村、张齐村、李园村、魏家村、王镇村、巩家香坊村、冯庄村、吕庄村、耿集村、孟集村、前郭村、任楼村、高解村、崔家河崖村、东营村、西营村、荣庄村、北张淡村、大张淡村、卧石东村、卧石西村、西卧石村、东卧石村、东北街村、军屯村、东庄子村、后贾村、前贾村、李琚村、黄琚村、叶琚村、杨琚村、宋琚村、韩琚村、黄店村、杨庄村、封庙村、韩庄村、东辛村、西辛村、明庄村、吕道口村、张枣村和苏刘村。

## 人口
2010年中国第六次人口普查时，大王镇共有人口98542人。共有家庭29867户，平均每户3.03人。14岁以下的少年儿童共16196人，占总人口16.43%；15-64岁人口共72567人，占总人口73.64%；65岁及以上的老年人共9779人，占总人口的9.923%。男性共计50904人，占总人口51.65%；女性共计47638，占总人口48.34%。本地居住的人口中，拥有本地户籍的人口为83936人，占85.17%。